# Jean Orry
Pour les articles homonymes, voir Orry.
Jean Orry (Paris, Saint-Germain-l'Auxerrois, 4 septembre 1652 - Paris, 29 septembre 1719), seigneur de la Chapelle-Godefroy et fils de Charles Orry, est un économiste et administrateur français.

## Biographie
Il est le fils de Charles Orry, marchand-bourgeois de Paris, et de Marie de Cosquyno. La famille descendait de Marc Orry, libraire à Paris aux environs de 1585. Il a été baptisé à l'église Saint-Germain-l'Auxerrois le 4 septembre 1652.
Époux d’une Bourguignonne issue d’une famille bourgeoise de Beaune, Jeanne Esmonin, Orry étudia le droit et entra dans l’administration royale comme juriste, commençant sa carrière comme munitionnaire général des armées du roi pendant la guerre de la Ligue d'Augsbourg. En 1701, au début de la guerre de Succession d’Espagne, il achète sa noblesse avec une charge de secrétaire du roi et devient conseiller du roi Louis XIV[réf. nécessaire].
En 1686, il a eu la direction des travaux de terre de l'aqueduc de Maintenon. En 1688, il fait de même sur les côtes de Brouage et l'île d'Oléron contre les projets de descente des ennemis.
Louis XIV le charge d’étudier la situation financière du royaume d’Espagne, dont Philippe d’Anjou venait de ceindre la couronne[réf. nécessaire]. Cette enquête terminée, Jean Orry resta à Madrid comme attaché extraordinaire près la cour de Philippe, dont il sera, avec Amelot, le principal administrateur français[réf. nécessaire]. Protégé de la princesse des Ursins, Camarera Mayor de la reine Marie-Louise, le roi lui confia divers travaux financiers, puis le nomma surintendant général de l’armée. Bientôt, il exerça le contrôle des finances royales, s’acquittant, aux dires des auteurs espagnols, avec un rare mérite de la lourde tâche que constituait la réorganisation de l’intendance royale. Après quatorze années passées au service de Philippe V, il revint en France en 1715 comme envoyé extraordinaire du monarque espagnol à la cour de Versailles. Il avait reçu, durant son séjour espagnol, l’ordre de Saint-Michel et le titre de président à mortier au parlement de Metz en 1706[réf. nécessaire].

Le duc de Saint-Simon, à la plume volontiers acerbe, l’a ainsi décrit dans ses Mémoires : 

« Orry fut en même temps renvoyé en Espagne. C’était une manière de sourdaud de beaucoup d’esprit, de la lie du peuple, et qui avilit fait toutes sortes de métiers pour vivre, puis pour gagner. D’abord rat de cave, puis homme d’affaires de la duchesse de Portsmouth qui le trouva en friponnerie et le chassa. Retourné à son premier métier, il s’y fit connaitre des gros financiers, qui lui donnèrent diverses commissions dont il s’acquitta à leur gré, et qui le firent percer jusqu’à Chamillart. On eut envie de savoir plus distinctement ce que c’était que la consistance et la gestion des finances d’Espagne ; on n’y voulut envoyer qu’un homme obscur, qui n’effarouchât point ceux qui en étaient chargés, et qui eût pourtant assez d’insinuation pour s’introduire, et de lumière pour voir et en rendre bon compte. Orry fut proposé et choisi. Il était donc revenu depuis peu d’Espagne pour rendre compte de ce qu’il y avait appris. Mme des Ursins qui, à l’appui de la régence de la reine dont elle avait saisi les bonnes grâces au dernier point, avait dès lors projeté de la faire entrer dans toutes les affaires, et de les gouverner, elle, par ce moyen. Orry lui fit sa cour ; son esprit lui plut, elle le trouva obséquieux pour elle, et d’humeur à entreprendre sous ses auspices. C’était pour elle un moyen de mettre utilement le nez dans les finances que de l’y pousser ; ils lièrent de valet à maitresse, et en apporta ici les plus fortes recommandations. Chamillart, ravi qu’on se fût bien trouvé de son choix, l’appuya ici de toute sa faveur, et le fit renvoyer avec des commissions qui le firent compter. Nous le verrons devenir assez rapidement un principal personnage »

Il épouse en 1678 Jeanne Ermonin ; en 1700, il épouse en secondes noces Catherine-Louise Corcessin.
- (du 1e lit) Philibert Orry, comte de Vignory, contrôleur général des Finances, et qui aida son demi-frère, Jean-Louis Henri Orry, à fonder la Manufacture de Vincennes, qui devint plus tard celle de Sèvres.
- Jeanne Orry (+1739), qui épouse en juillet 1708 Louis Bénigne Berthier de Sauvigny (1676-1745) président au parlement de Paris
- (du 2nd lit) Jean-Louis Henri Orry, directeur de la Compagnie des Indes, cofondateur de la Manufacture de Vincennes
- Élisabeth-Louise Orry, qui épouse en 1724 Antoine-Martin Chaumont de La Galaizière, qui deviendra chancelier de Lorraine en 1737.

## Distinctions honorifiques
- Veedor General par le roi d'Espagne en 1713 ;
- chevalier de Saint-Michel et président du parlement de Metz par le roi de France.